# Supercycle
Un supercycle est un cycle économique de long terme.

## Concept
Le supercycle est un cycle économique correspondant à la réunion simultanée de trois éléments :
- une forte augmentation du nombre de personnes en classe moyenne ;
- un fort progrès technologique ;
- une nette amélioration de l'organisation dans le monde[pas clair].

La théorie du supercycle a été déclinée dans le domaine de la dette publique, à travers notamment la théorie du supercycle de la dette.

## Historique
Les économistes reconnaissent deux supercycles dans l'histoire contemporaine :
- de 1870 à 1914 (Première Guerre mondiale)
- de 1946 à 1973 (Deuxième Guerre mondiale - Premier choc pétrolier)

Et peut-être :

- de 2004 à 2014